# Ребелу, Алду
Жозе Алду Ребелу Фигейредо (порт. José Aldo Rebelo Figueiredo; 23 февраля 1956, Висоза (Алагоас), Бразилия) — бразильский государственный деятель, политик, бывший член Коммунистической партии Бразилии, ныне — член Демократической рабочей партии Бразилии, депутат (1991—2015) председатель нижней палаты национального конгресса Бразилии (2005—2007), журналист.

## Биография
Окончил аграрный колледж. Начал заниматься политикой в 1977 году, участвовал в организации христианских левых «Народное действие», выступавшей против военной диктатуры. В 1977 году вступил в Коммунистическую партию Бразилии, в то время находившейся в подполье.
В возрасте 21 года стал членом национального руководства Коммунистической партии Бразилии (КПБ, PCdoB). В 1982 году баллотировался на пост федерального депутата по Сан-Паулу от Партия бразильского демократического движения, поскольку его собственная партия всё ещё была незаконной. Его парламентская траектория началась в 1988 году, когда он был избран депутатом горсовета Сан-Паулу. С 1991 года в течение пяти сроков избирался федеральным депутатом от Компартии Бразилии.
В 2003—2007 году отказался от депутатского мандата члена парламента в связи с назначением на должность министра Государственного секретариата по политической координации и институциональным отношениям.
С 2005 по 2007 год был председателем нижней палаты (Câmara dos Deputados do Brasil) парламента страны. Когда президент Луис Инасиу Лула да Силва находился с визитом в Венесуэлу, а его вице-президент Жозе Аленкар проходил медобследование в США, Ребелу стал первым коммунистом, исполнявшим президентские обязанности 12 ноября 2006 года.
С 27 октября 2011 по 31 декабря 2014 года работал министром спорта Бразилии. 1 января 2015 года назначен министром науки, технологий и инноваций Бразилии. С 2 октября 2015 по 12 мая 2016 года занимал пост министра обороны Бразилии в кабинете президента Дилмы Русеф. Запомнился своей националистической позицией, а иногда и спорными проектами, такими как сокращение использования иностранных слов в португальском языке и противостояние внедрению трудосберегающих ресурсов автоматизации на государственной службе.
Его активно критиковали за отступления от левой политики — например, за критику протестов 2014 года против чрезмерных затрат на спортивные мероприятия вместо социальной сферы и за разработку им раскритикованных природоохранными организациями изменений в действовавший с 1960-х Лесной кодекс Бразилии. В августе 2017 года он наконец покинул Коммунистическую партию, перейдя в следующем месяце в Социалистическую партию Бразилии, откуда 12 апреля 2018 года переметнулся в партию «Солидарность», где пробыл до конца 2019 года. В 2021 году представил себя как беспартийного кандидата в президенты. В Демократическую рабочую партию вступил в марте 2022 года.

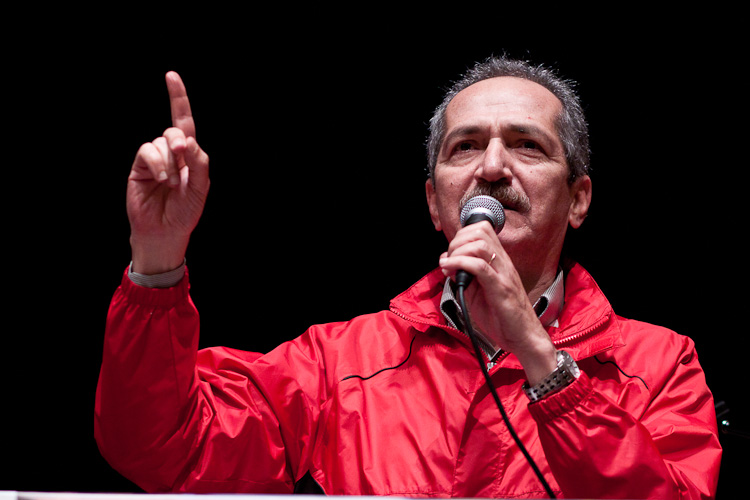

## Награды
- Кавалер Большого креста ордена Риу-Бранку
- Великий офицер Ордена «За военные заслуги»
- Великий офицер Ордена «За заслуги перед авиацией»